# Micropteropus
Micropteropus (Matschie, 1899) è un genere di pipistrelli della famiglia degli Pteropodidi. 

## Descrizione

### Dimensioni
Al genere Micropteropus appartengono pipistrelli di medie e piccole dimensioni con la lunghezza della testa e del corpo tra 67 e 103 mm, la lunghezza dell'avambraccio tra 46 e 67 mm e un peso fino a 43 g.

### Caratteristiche craniche e dentarie
Il cranio presenta un rostro accorciato ed allargato ed il palato insolitamente ampio all'altezza dei primi molari. Sono presenti 5-6 creste palatali, con la prima non separata a forma di V, mentre le altre più piccole ed ampiamente separate.
Sono caratterizzati dalla seguente formula dentaria:

### Aspetto
La pelliccia è moderatamente lunga. Le parti dorsali variano dal marrone chiaro al bruno-rossastro, mentre le parti inferiori dal marrone chiaro al biancastro. Sono presenti delle spalline bianche nei maschi e delle macchie bianche alla base posteriore delle orecchie in entrambi i sessi. La testa è arrotondata, il muso è corto e largo, con le guance ed il labbro superiore leggermente estensibili. Le ali sono attaccate posteriormente alla base del secondo dito. La coda è rudimentale od assente, l'uropatagio è ridotto ad una sottile membrana lungo la parte interna degli arti inferiori. Il calcar è corto.

## Distribuzione
Il genere è diffuso nell'Africa occidentale e centrale.

## Tassonomia
Il genere comprende due specie.
- Micropteropus intermedius
- Micropteropus pusillus